# Wavelength Division Multiplexing
WDM (ang. Wavelength Division Multiplexing) – zwielokrotnianie w dziedzinie długości fali, jest to rodzaj technologii zwielokrotniania sygnałów, za pomocą światła laserowego. 
Zasada działania polega na podziale światła laserowego na kilka (nawet do kilkuset) fal o różnych długościach, przesyłanych w tym samym czasie, w tym samym medium transmisyjnym (włóknie optycznym). Każda długość tworzy osobny „kanał”, który może przenosić informację. W zależności od liczby kanałów rozróżniamy technologię CWDM – Coarse Wave Division Multiplexing i DWDM – Dense Wavelength Division Multiplexing. W stosowanym w sieciach dostępowych CWDM do dyspozycji mamy ich 16 (18 w rozwiązaniach niektórych dostawców), przy DWDM ich liczba może sięgać 40, 80 i więcej. 